# Šrámkův statek
Šrámkův statek v Pileticích je areál původní lidové architektury, jehož součástí je dvoupatrová roubená obytná stavba s pavlačí z roku 1802, roubená stodola, přistavěná v roce 1814, kamenná trojosá brána z let 1805–⁠1814 a ostatní hospodářské budovy. Řadí se mezi kulturní památky se vzácnými dřevěnými objekty.

## Historie

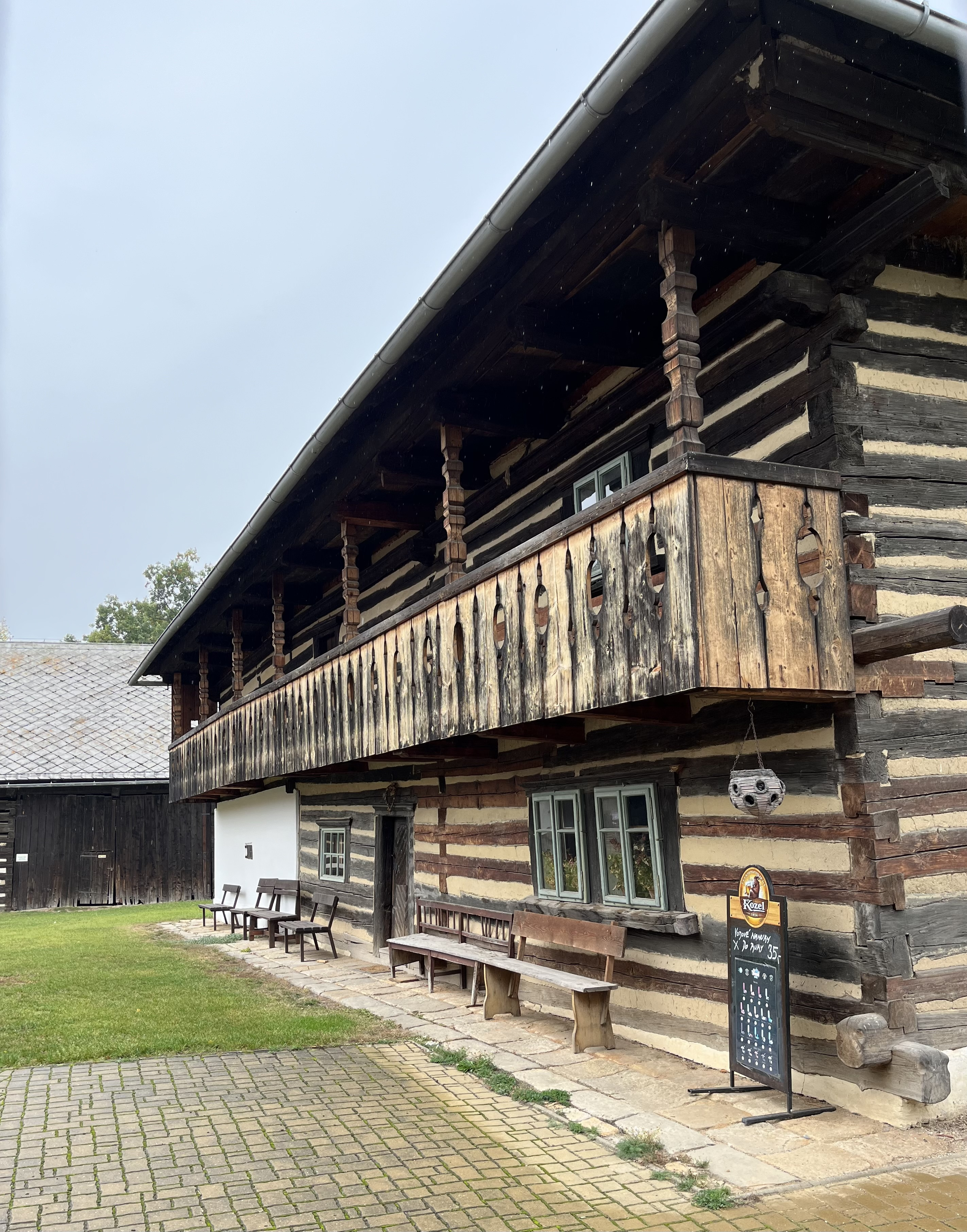
Šrámkův statek: roubený dům

Piletice jsou středověká vesnice patřící v pobělohorské době k majetku smiřického panství. Podle popisu smiřického panství z roku 1765 a zápisu v josefovském katastru lze předpokládat, že v druhé polovině 18. století existovala na stavební parcele čp. 6 zástavba patřící k panskému dvoru. Přibližně roku 1793 získal vrchnostenský majetek Jiří Šrámek a usedlosti se nepochybně ujala jeho dcera Marie. Datování vyplývá z nejstaršího zápisu k zmíněnému objektu v gruntovních knihách, který byl 18. února 1794 zaknihován. Statek si nechal postavit již zmíněný statkář Jiří Šrámek na počátku 19. století, dokladem je nápis na záklopovém prkně pod štítem. Jedná se o jednu z mála staveb lidové architektury z počátku 19. století, které se na Královéhradecku dochovaly.
Roubená stodola, která má prostorové členění na průjezdný mlat a dvě perny, patří k dochovaným objektům areálu. Na jihovýchodní straně dvora je situována zděná brána s brankou. Její střední, vyšší část s klenutým vjezdem je ukončená rovnou pultovou stříškou, po stranách navazují nižší části s brankou, slepou brankou a kamenná zeď.
Dřevěné kolny a sýpky s černou slaměnou střechou byly roku 1918 až k zemi nahrazeny zděnými. Roku 1929 strhla vichřice střechu, krov a komín. Nová střecha byla pokryta eternitem.
Roku 1976 odkoupil objekt stát a od roku 1996 je vlastníkem statutární město Hradec Králové.
Po roce 1990 byly hospodářské budovy, brána i roubená stodola postupně rekonstruovány.
V roce 2007 byla po revizi původního projektu dokončena rekonstrukce roubenky. Byla zde obnovena kachlová kamna s troubou a pecí na pečení chleba.
V roce 2008 byly opraveny sklady a proběhlo vybudování pódia "Pod dubem", na kterém probíhají vystoupení kapel a folklórních souborů. O rok později byla v areálu otevřena hospoda.

## Roubený dům
Dům se skládá ze dvou pater. Přízemí je zčásti zděné a zčásti roubené, patro je celé roubené. Obdélný půdorys je orientován ve směru severozápad–⁠jihozápad. V průčelí se nachází pavlač s profilovanými sloupky a bedněným zábradlím. Dveře a okna jsou z masivních trámkových rámů, které tvoří součást roubených stěn. Zdivo je z nepravidelných plochých kamenů z opuky. Dřevěná stavba je dílem mistra tesaře Vacha z Černilova.
Ve vstupním prostoru se nachází síň, dále je v přízemí obytná kuchyně, světnice a dvě komory. Ze síně vedou schody do patra, kde se nachází světnice, menší světnice a dvojice komor.

## Rodina Šrámků
Rodina Šrámků byla dlouhou dobu spjata se Šrámkovým statkem, proto památka dostala nynější název. Jiří Šrámek, který majetek na konci 18. století dostal, byl v tehdejších Pileticích velmi pronikavou a podnikavou osobností. Z toho důvodu se mu podařilo získat celý majetek pro rodinu. Dcera Marie, která se podle všeho majetku ujala, záhy zemřela. Usedlosti se ujal Jiříkův syn Václav a začal zde hospodařit. Po smrti Jiřího Šrámka, na přelomu let 1813 a 1814, přešel statek definitivně v roce 1817, dle poslední vůle otce, na Václava a po něm na jeho děti. Zajímavostí je, že posledními majiteli statku byli dvojití Šrámkovi, neb si slečna Šrámková vzala pana Šrámka.

## Akce
Na Šrámkově statku se mimo jiné pořádá mnoho akcí. V roce 2023 zde proběhla například etnografická výstava, která návštěvníkům přiblížila život na vsi na přelomu 19. a 20. století. Dále zde byla ke zhlédnutí výstava Kouzlo okamžiku, kde byly vystavené fotografie Dany Ludvíčkové a každý pátek zde vystupovaly folkové a country kapely. Pravidelně se zde konají folklorní slavnosti, jarmarky, řemeslné trhy a další společenské akce. Areál statku je také vhodný k pořádání svateb, rodinných oslav či firemních akcí a součástí jsou výstavní prostory, pobočka Městské knihovny a hospoda s posezením v historickém prostoru, zkušebny folklorních souborů a Klubu lidové tvorby.
Provozovatelem statku je Hradecká kulturní a vzdělávací společnost s.r.o.

## Návštěvnost
| Rok  | Návštěvnost |
| ---- | ----------- |
| 2009 | 4 620       |
| 2010 | 10 000      |
| 2011 | 15 000      |
| 2012 | 15 000      |
| 2013 | 15 000      |
| 2014 | 15 000      |
| 2015 | 15 000      |
| 2016 | 15 000      |
| 2017 | 15 500      |
| 2018 | 15 800      |
| 2019 | 16 000      |
| 2020 | ?           |
| 2021 | ?           |
| 2022 | 11 200      |
| 2023 | 11 800      |